# Baracé
Baracé ist eine französische Gemeinde mit zuletzt 629 Einwohnern (Stand: 1. Januar 2022) im Département Maine-et-Loire in der Region Pays de la Loire. Sie gehörte zum Arrondissement Angers und zum Kanton Tiercé. Die Einwohner werden Baracéens genannt.

## Geographie
Baracé liegt etwa 20 Kilometer nordöstlich von Angers in der Baugeois am Loir, der die südliche Gemeindegrenze bildet. Hier mündet auch sein Zufluss Rodiveau. Umgeben wird Baracé von den Nachbargemeinden Morannes sur Sarthe-Daumeray im Norden, Huillé im Osten, Seiches-sur-le-Loir im Süden sowie Tiercé im Westen und Südwesten.

## Bevölkerungsentwicklung
| Jahr                       | 1962 | 1968 | 1975 | 1982 | 1990 | 1999 | 2006 | 2018 |
| Einwohner                  | 427  | 384  | 304  | 312  | 301  | 317  | 408  | 588  |
| Quellen: Cassini und INSEE |      |      |      |      |      |      |      |      |

## Sehenswürdigkeiten

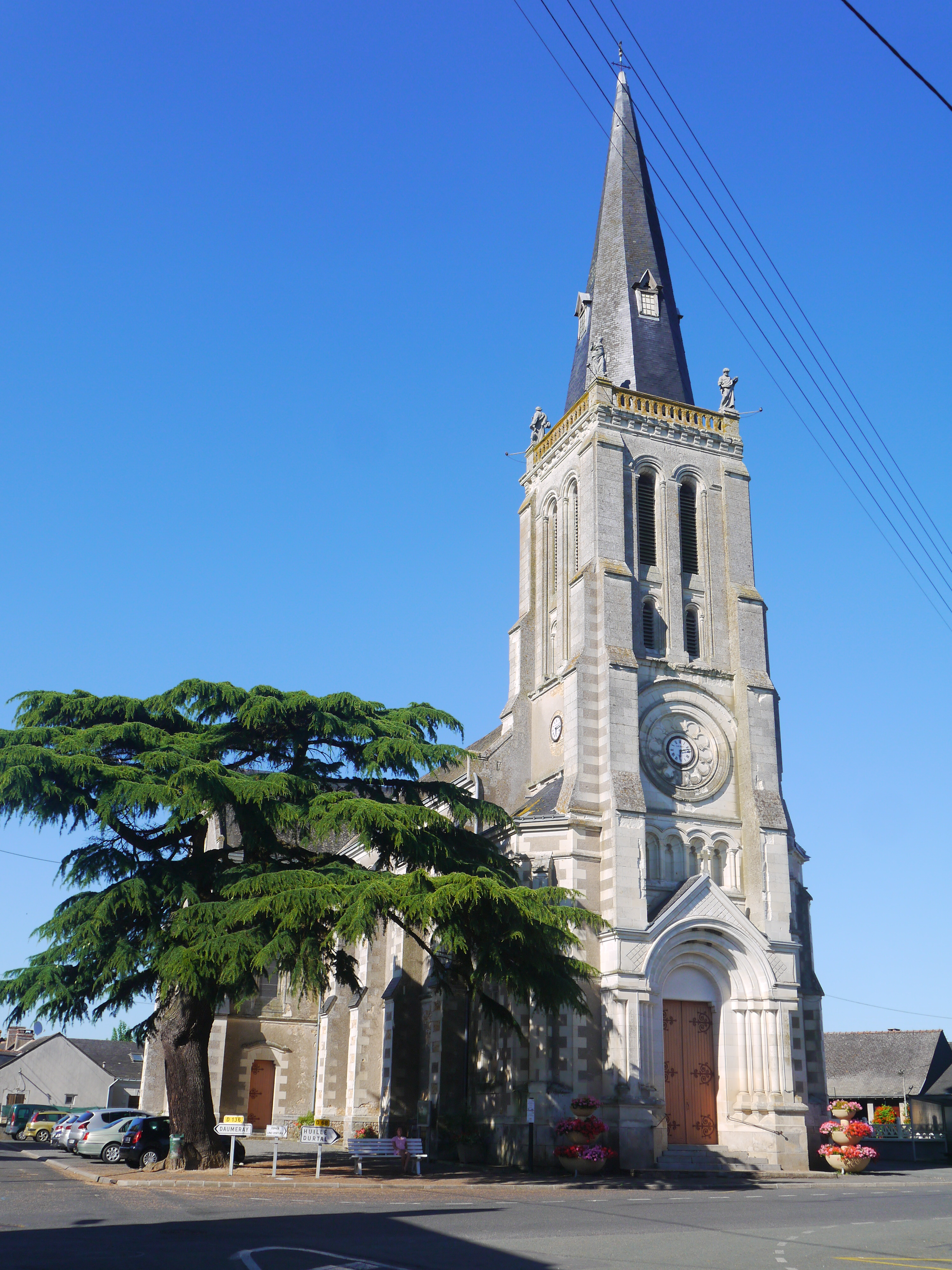
Kirche Saint-Aubin

- Kirche Saint-Aubin